# Liste der Museen in Osnabrück
Die Liste der Museen in Osnabrück beinhaltet Museen in Osnabrück, die unter anderem Kunst, Kulturgeschichte und Industriegeschichte vorstellen.

## Liste der Museen
| Bezeichnung                                               | Lage (Stadt, Ortsteil)           | Bemerkungen                            | Bild |
| --------------------------------------------------------- | -------------------------------- | -------------------------------------- | ---- |
| Domschatzkammer und Diözesanmuseum                        | Osnabrück, Innenstadt            |                                        |      |
| Galerie an der Bocksmauer                                 | Osnabrück, Innenstadt            |                                        |      |
| Kunsthalle Osnabrück                                      | Osnabrück, Innenstadt            |                                        |      |
| Felix-Nussbaum-Haus – „Museum ohne Ausweg“                | Osnabrück, Innenstadt            |                                        |      |
| Kulturgeschichtliches Museum                              | Osnabrück, Innenstadt            |                                        |      |
| Villa Schlikker                                           | Osnabrück, Innenstadt            | Teil des Kulturgeschichtlichen Museums |      |
| Museum am Schölerberg                                     | Osnabrück, Stadtteil Schölerberg |                                        |      |
| Museum Industriekultur                                    | Osnabrück, am Piesberg           |                                        |      |
| Museum für feldspurige Industriebahnen Osnabrück-Piesberg | Osnabrück, am Piesberg           |                                        |      |
| Erich Maria Remarque-Friedenszentrum                      | Osnabrück, Innenstadt            | Siehe auch : Erich Maria Remarque      |      |
| Stadtgalerie Osnabrück                                    | Osnabrück, Innenstadt            | seit 2016 geschlossen                  |      |
| Osnabrücker Schulmuseum                                   | Osnabrück, Stadtteil Weststadt   |                                        |      |

## Sonstige Einrichtungen
| Bezeichnung                  | Lage (Stadt, Ortsteil)          | Bemerkungen | Bild |
| ---------------------------- | ------------------------------- | ----------- | ---- |
| Botanischer Garten Osnabrück | Osnabrück, Stadtteil Westerberg |             |      |